# الدوري النرويجي الممتاز 1990
الدوري النرويجي الممتاز 1990 (بالنرويجية: Tippeligaen 1990)‏ هو الموسم 28، و46 من  الدوري النرويجي الممتاز. الذي يشرف على تنظيمه اتحاد النرويج لكرة القدم، وكان عدد الأندية المشاركة فيه  12، وفاز فيه نادي روسنبورغ.